# Neuropatía sensorial y autonómica hereditaria tipo 4
La Insensibilidad congénita al dolor con anhidrosis o CIPA (del inglés: Congenital Insensitivity to Pain with Anhidrosis) o Neuropatía Hereditaria Sensitivoautonómica de tipo IV o HSAN (del inglés: Hereditary Sensory and Autonomic Neuropathy) es una enfermedad hereditaria rara del sistema nervioso. La anhidrosis es uno de los síntomas más característicos de la enfermedad y se basa en la incapacidad para sudar y, con ello, para regular los cambios de temperatura corporal. Algunos estudios apuntan a que la anhidrosis está causada por daños en los nervios periféricos que inervan a las glándulas sudoríparas.

## Descripción clínica
Es una patología autosómica recesiva provocada por daños en las vías nerviosas aferentes (transmiten la información de entrada al Sistema Nervioso Central, SNC) encargadas de transmitir la información sensorial correspondiente al dolor y a la temperatura. Una persona con CIPA es incapaz de sentir dolor y de detectar temperaturas extremas, tanto frío como calor.

## Síntomas
CIPA presenta varios síntomas: episodios repetidos de fiebre, anhidrosis, imposibilidad de detección de dolor y temperaturas extremas, osteomielitis, heridas en la cavidad bucal  (encías, lengua y labios), propensión a tener infecciones en los huesos, lesiones en las extremidades por automutilación y pérdida de fibras nerviosas amielínicas (tipo C) así como disminución del tamaño de las fibras mielínicas (tipo A delta).

## Causas
La aparición de esta enfermedad congénita está asociada a un desarrollo anómalo e incorrecto de los nervios que llevan la información sensorial del dolor hasta la médula espinal (a través de la raíz dorsal) y, desde ahí, hasta la corteza somatosensorial del cerebro para su procesamiento. También se ha visto que hay daños producidos en las propias neuronas sensoriales que detectan el dolor, los llamados nociceptores.
El desarrollo de los nociceptores y de las células del sistema nervioso simpático que llevan la información hasta el SNC se produce por acción de los factores de crecimiento nervioso (NGF) a través de los receptores neuronales NTRK1 (también conocidos como TRKA tipo 1). Este gen se localiza en el brazo largo del cromosoma 1 (1q21-22). NTRK viene del inglés: Neurotrophic Tyrosine Receptor Kinase.
CIPA está causada por mutaciones en el gen ntrk1. La mayoría provoca alteraciones en el dominio tirosina kinasa del receptor, afectando por ello a la interacción correcta con el factor NGF. Las dos mutaciones mejor caracterizadas hasta el momento son R774P y G571R, las cuales provocan la inactivación del receptor porque impiden la autofosforilación de NGF. Además, en otros estudios más recientes, se han hecho varios experimentos en ratones para estudiar otras posibles mutaciones causantes de CIPA. De entre todas ellas, destaca la mutación L93P promueve la formación de una proteína que queda secuestrada en el retículo endoplasmático, por lo que no puede interaccionar con el factor de crecimiento. Esto termina provocando un mal desarrollo de los nociceptores y termorreceptores y, con ello, imposibilidad de detectar dolor y temperatura.
Actualmente, se siguen haciendo estudios para intentar identificar el resto de mutaciones que causan la enfermedad congénita de insensibilidad al dolor aunque queda claro que no solo está causada por alteraciones en los genes que codifican para los dominios kinasa, sino también para otros dominios del receptor NTRK1.
Por otra parte, se han documentado también casos de analgesia natural en que se ven implicados los genes SCN11A y SCN9A, reguladores de los nociceptores que envían la señal de alerta hasta la espina dorsal. Esta señal de dolor viaja en forma de impulsos eléctricos a través de los llamados canales iónicos que, aprovechando diferencias de polaridad, transportan iones, en este caso de sodio (Na), a través de la red neuronal.

## Diagnóstico
Muchos de los síntomas aparecen de forma tardía en la enfermedad debido a que no hay percepción del dolor, por lo que el diagnóstico médico se retrasa. Actualmente, no existe ninguna técnica molecular específica que permita diagnosticar esta enfermedad rara antes de su aparición (durante el embarazo) pero sí puede detectarse mediante técnicas de genética molecular, principalmente la PCR. Gracias a esta técnica es posible detectar mutaciones en el gen ntrk1. Hasta el momento, tampoco existe ningún tratamiento médico que ayude a combatir los síntomas y, muchos menos, a curar la enfermedad. Algunos datos explican que es posible someter a los pacientes a operaciones quirúrgicas para corregir la osteomielitis.

## Incidencia
La CIPA es extremadamente rara. Existen sólo 60 casos documentados en los Estados Unidos y más de 300 en Japón. También se puede encontrar en Gällivare, un pueblo situado en el norte de Suecia, donde también cerca de 40 casos han sido documentados. En Tezontepec de Aldama, Estado de Hidalgo, en México también se documentaron seis casos en el año 2005 de este mal.
La aparición de esta anomalía no se asocia con ninguna etnia o población en concreto. Sin embargo, algunos estudios han demostrado que la incidencia de CIPA aumenta cuando los padres presentan relaciones consanguíneas. La enfermedad es más frecuente en niñas que en niños y la incidencia en la población es de 1/125 millones de nacidos. La mayoría de ellos no suelen alcanzar la edad de dos años.